# Марсел Ренар
Проф. Марсел Ренар (на френски: Marcel R. Reinhard) е френски историк, специалист по историческа демография и история на Френската революция.
През 2006 година израелският мемориал Яд ва-Шем го признава за праведник на света.

## Биография
Роден е на 15 май 1899 г. във френската столица Париж. След завършване на образованието си роботи като учител във Военното училище в Ла Флеш (1924 – 1935) и в парижките лицеи Карно и Луи Льо Гран (1938 – 1948). В периода 1948 – 1955 г. преподава във Факултета по изкуствата на Канския университет. Впоследствие ръководи катедрата за история на Френската революция в Сорбоната (1955 – 1962). През 1963 г. основава Обществото за историческа демография (на френски: Société de démographie historique), и е негов президент до 1964 г. Умира на 25 септември 1973 г.

### Личен живот
Жени се за Марта Ренар, с която има шест деца. По време на немската окупация през Втората световна война семейството укрива в продължение на две години (1942 – 1944) еврейското момиче Женевиев Ланг. В знак на признателност за спасяването на Женевиев, на 5 февруари 2006 г. Яд ва-Шем признава семейство Ренар за „праведници на света“.

## Трудове
- Le département de la Sarthe sous le régime directorial, Saint-Brieux, Les Presses bretonnes. 1935.
- La Légende de Henri IV, Saint-Brieuc, Les Presses bretonnes. 1935, 173 p.
- Histoire de la population mondiale de 1700 à 1948, Paris, Domat-Montchrestien. 1942. 794 p.
- Henri IV, ou la France sauvée, Paris, Hachette. 1943. 288 p.
- Avec Bonaparte en Italie: d'après les lettres inédites de son aide de camp, Joseph Sulkowski , Paris, Hachette. 1946, 316 p.
- Le grand Carnot 1, De l'ingénieur au conventionnel 1753 – 1792, Paris, Hachette. 1950. 354 p.
- Le grand Carnot 2, L'organisateur de la victoire, 1792 – 1823, Paris, Hachette. 1952. 392 p.
- Histoire politique générale, Paris, les Cours de droit, 1950, 659 p.
- La France du directoire II, Les Problèmes et les résistances en 1796, Paris, Centre de documentation universitaire. 1956.
- Histoire moderne et contemporaine. La Fuite du Roi, Paris, Centre de documentation universitaire. 1958, 279 p.
- Histoire générale de la population mondiale, Paris, Montchrestien. 1968, 709 p. (съавтор)
- La chute de la Royauté: 10 août 1792 , Paris, Gallimard, 1969, 655 p.
- La Révolution, 1789 – 1799, Paris, Hachette. 1971.